# Stara vas – Bizeljsko
Stara vas – Bizeljsko je naselje u Općini Brežice u istočnoj Sloveniji. Stara vas – Bizeljsko se nalazi u pokrajini Štajerskoj i statističkoj regiji Donjoposavskoj. 

## Stanovništvo
Prema popisu stanovništva iz 2002. godine Stara vas – Bizeljsko je imala 224 stanovnika.

### Etnički sastav
1991. godina
- Slovenci: 269 (91,8%)
- Hrvati: 11 (3,8%)
- Muslimani: 1
- Nepoznato: 12 (4,1%)